# Zdziechów (powiat radomski)
Zdziechów – wieś w Polsce położona w województwie mazowieckim, w powiecie radomskim, w gminie Zakrzew.
W skład sołectwa Cerekiew - Zdziechów wchodzą wsie Cerekiew i Zdziechów. W 2023 sołectwo liczy 1106 mieszkańców.
W latach 1975–1998 miejscowość należała administracyjnie do województwa radomskiego.
Wierni Kościoła rzymskokatolickiego należą do parafii św. Stanisława w Cerekwi.